# 麟慶
麟慶（转写：linking，1791年—1846年），完顏氏，字伯餘，又字振祥，號見亭、佛寮，室名凝香室、蓉湖草堂、瑯環妙境、永保尊彝之室、退思齋、拜石軒、雲蔭堂、近光樓、知止軒、水木清華之館、流波華館。家族原隶镶蓝旗满洲，后属內務府包衣滿洲佐領鑲黃旗人，金世宗的第二十四世孫、金睿宗的第二十五世孫，清朝政治人物、詩人。

## 經歷
嘉慶十三年（1808年）戊辰舉人。
十四年（1809年），中式己巳恩科會試，殿試位列第三甲第九十三名同進士出身。授內閣中書，在典籍廳行走。時年十八歲。
十六年（1811年），以內閣中書充國史館校對官、兼國史館收掌官。
十七年（1812年），以內閣中書充文淵閣檢閱。
十九年（1814年），改兵部漢堂主事。
二十年（1815年），兼在兵部車駕司、武選司行走。
二十三年（1818年），右春坊右中允。
二十五年（1820年）十月，充實錄館漢纂修官。隨後改左春坊左中允。
道光元年（1821年），以左春坊左中允充實錄館提調官。
二年（1822年），以左春坊左中允，充實錄館總纂官。
三年（1823年），外授安徽徽州府知府。
道光四年（1824年），以知府加道員銜。改潁州府知府。兩江總督孫玉庭評價麟慶「辦事精勤，見解敏速，人亦能自愛。」舉薦其巡查河南河道。隨即遷河南開歸陳許道。至秋汛時，麟慶親守堤岸十三日夜，搶工督修。
六年（1826年）十月，以開歸陳許道兼署河南按察使。
七年（1827年）九月，再度以開歸陳許道兼署河南按察使。
九年（1829年）十月十八日，實授河南按察使。
十年（1830年），以按察使署理河南布政使。
十二年（1832年）二月一日，遷貴州布政使，並護理貴州巡撫。上任後督辦搜捕販賣、種植鴉片之煙犯並從重懲處，並嚴禁拐販婦女。於古州地方添設學校以教化漢民苗民。冬季，以臺灣匪徒張丙起事，挑選貴州兵丁前往征剿。
十三年（1833年）正月二十五日，升授湖北巡撫。三月二十八日，改授江南河道總督。四月，丁母憂離任。八月六日，回任改為署理。
麟慶就籌辦江南河道奏陳：「近年河湖交敝，欲復舊制，不外蓄清刷黃。古人引導清水，三分濟運，七分刷黃，得力在磨盤埽。自廢棄後，河務漸壞，擬規復磨盤埽舊制。洪澤湖水甚寬，高家堰工絕險，各壩多封柴土蓄水，盛漲啟放，輒壞壩底，糜費不貲。應仿滾水壩成法，抬高石底，至蓄水尺寸為度。山圩五壩暨下游楊河境内車邏等壩，一遵奏定丈尺啟放，水定即行堵合。至黃河各工，當體察平險，節可緩之埽段，辦緊要之土工。一切疏浚器具，祗備運河挑挖。若黃河底淤，非人力所能強刷，惟儲備料工，遇險即搶，以防為治，而其要全在得人。又以蘆葦為工程必需，右營蕩地荒廢，產蘆不足，請築圩蓄水以資灌溉。」奏疏呈入，道光帝下詔嘉許麟慶所言正當，勉勵其勤慎從事河工。
十四年（1834年），麟慶於洪澤湖老子山西北挑砌石壩，東西沙路加築碎石高出湖面，以便水師巡哨及商民停泊。奏請於江蘇淮海道、常鎮通海道等道另案編列河工用銀。道光帝上諭，以江南河道連續幾年未決口，然而河工費用一直增加，嚴厲責備麟慶。麟慶又以洪澤湖大堤蔣家壩義字引河跌降深度達三四丈，堵閉不易，奏請改挑義字河頭，獲准。
十五年（1835年）服闕，實授江南河道總督。誥授榮祿大夫。
十九年（1839年）十月二十一日，召京陛見。十二月一日，以河道總督兼署兩江總督。督修惠濟正閘、福興越閘；遇到河湖水位高漲時仍岌岌可危、險象環生，麟慶奏請例外追加撥銀五十萬兩，道光帝允准，但告戒嗣後不得以此援例追加工費。
二十年（1840年）四月三日，吏部議敘加一級。
二十一年（1840年），黃河在河南開封府祥符縣決口，黃河水奪溜匯注洪澤湖，而江潮盛漲，產生頂托現象，於是拆展禦黃壩、束清壩及禮、智、仁各壩，並啟放車邏壩等壩以泄減湖水。南河最終平安無事，道光帝下詔嘉獎麟慶化險為夷，予議敘。
二十二年（1842年）第一次鴉片戰爭，英吉利軍艦駛入長江，上命麟慶籌辦淮、揚防務以保運河河道，麟慶奏請以鹽運使但明倫備防揚州，以清江浦為後路策應，捕殺內奸陳三虎等。秋季，黃河在江蘇淮安府桃源縣桃北崔鎮汛決口，時值漕船回空，改由中河灌塘濟運，通行無誤。十一月初八日，道光帝顧念麟慶辦理防務及協助漕運辛勞，僅予革職，免罪。
二十三年（1843年），發往山東河南河道的中牟工程效力。
二十五年（1845年），工竣。正月，以四品京堂候補。隨後授二等侍衛，充庫倫辦事大臣。但麟慶告病療養，未起行赴任。
道光二十六年（1846年），病痊，三月二十六日，仍以四品京堂候補。卒於京師宅邸半畝園。
《清史稿》評論：「河患至道光朝而愈亟，南河為漕運所累，愈治愈壞。自張文浩蓄清肇禍，高堰決而運道阻。嚴烺畏首畏尾，湖河並不能治。張井創議改河，而不敢執咎，迄於無成，灌塘濟運，賴以彌縫。麟慶、潘錫恩循其成法，幸無大敗而已。」

### 文藝傳承
麟慶母親惲珠，傳授麟慶文學、書畫。
麟慶性喜山水，兼愛古蹟，「探二水三山之名勝，搜六朝五季之遺聞」，「最大海水，最好家山。持節防堵，著屐游觀。撫三尺劍以寄志，披一品衣而息肩」，作《鴻雪因緣圖記》，謂是「我之年譜，而別創一格」。
其所著《黃河運道古今圖說》、《河工器具圖式》、《河工器具圖說》以多年親身經歷，詳盡描述清朝中期至嘉慶、道光朝的治河政策、器具、工法，為研究清代中晚期河工的重要資料來源。

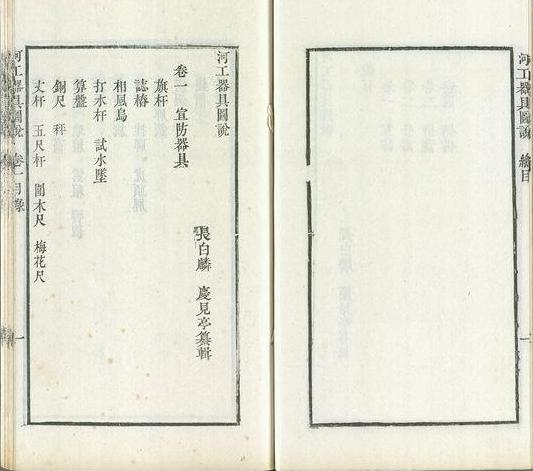
《河工器具圖說》目錄

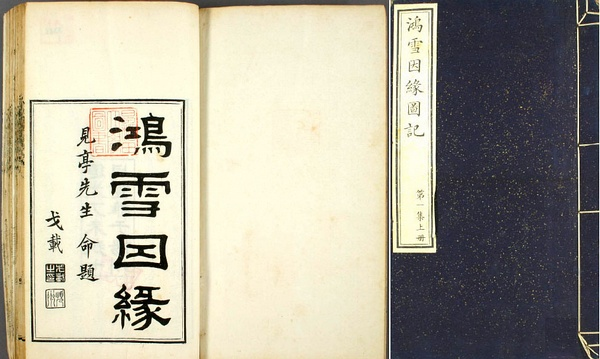
《鴻雪因緣圖記》首頁

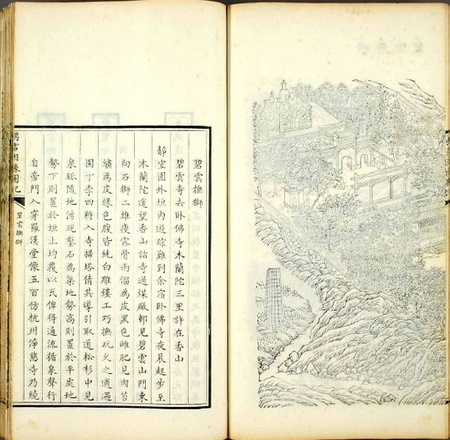
《鴻雪因緣圖記》圖文以雕版印刷

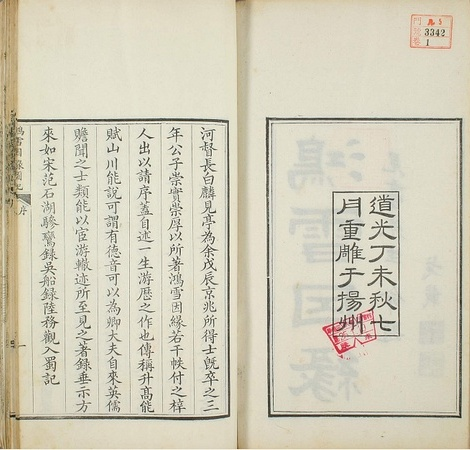
《鴻雪因緣圖記》版本與序文

## 著作
- 《黄运河口古今圖說》
- 《河工器具圖式》四卷
- 《河工器具圖說》三卷
- 《鴻雪因緣圖記》初集、二集、三集，各分上下卷。
- 《凝香室文存》
- 《凝香室詩存》
- 《凝香室制藝詩帖偶存》
- 《凝香室公牘偶存》
- 《皇朝大臣紀盛》
- 《蘭皋日記》
- 《詞苑編聯》
- 總纂《清仁宗睿皇帝實錄》
- 〈洛陽存古錄序〉

## 家庭及關聯
- 先祖：完顏守祥。
- 八世祖：完顏魯克素。"魯克蘓，鑲黄旗包衣人，葉臣同族，世居完顔地方，國初來歸，原隸鑲藍旗。其長子原任内務府總管瑚齊喀，次子原任佐領達齊喀。情願告入内務府，改隸鑲黄旗包衣佐領。……魯克蘓之孫阿什坦原任給事中。曽孫赫世亨原任員外郎兼佐領，和素原任内閣侍讀學士兼佐領，蕚素原任郎中兼佐領。……元孫白衣保原任御史兼佐領，阿林原任叅領兼佐領，畧格原任三等侍衞，留保現任經筵講官、吏部侍郎”（据《八旗滿洲氏族通譜》卷28）。
- 七世祖：完顏達齊哈。
- 六世祖：完顏阿什坦，順治九年（1652年）策試滿洲進士壬辰科进士。
- 五世祖：完顏和素，原任内閣侍讀學士兼内务府佐領，翻译家。
  - 胞兄内務府慎刑司郎中兼佐领鄂素（又蕚素，字绍徳），其生平事迹载入《钦定八旗通志：孝义传》卷240。其子康熙六十年（1721年）辛丑科进士留保。孙女完顏氏，嫁镶黄旗满洲、工部郎中高謙（父江南壽春鎮總兵署理江南提督高鈺 (清朝)，胞叔大学士兼江南河道总督高斌，嫡堂兄大学士兼两江总督高晋）。
  - 胞兄赫世亨。其子河東河道總督、左副都御史完顏偉；后代有道光六年(1826)丙戌科進士蘊秀。
- 高祖：完顏白衣保，原任御史兼内务府佐領。
- 曾祖：完顏期成額。
- 祖父：完顏岱。
- 父：完顏廷璐，官山東泰安府知府。
- 外祖父：惲毓秀，官直隸廣平府肥鄉縣典史。
- 母：惲珠。
- 弟：完顏麟昌、完顏麟書。麟昌子崇寿之女完颜氏嫁怡亲王奕勋之孙溥新为继妻，麟庆老师礼部尚书贵庆子瑞琇之女富察氏则为溥新正妻。
- 妻瓜爾佳氏（父浙江嘉興協副將慶康，字号余甫，亦名慶保，正白旗苏完瓜尔佳氏，其子恒诚（恒敬亭，字号敬亭，官笔帖式、读祝官）、吉诚、祥诚，恒诚之女嫁英翰）、書書覺羅氏（父鑲黃旗滿洲、山西道監察御史福謙）、程孟梅（著有《紅薇閣詩草》；父汉军正白旗佐领、福建汀漳龍道程佳氏程國璽（字号绶堂），兄弟印务章京兼汉军正白旗佐领程国正，先祖程万里，原籍安徽徽州休宁由溪人，字飞扬，随孙可望立功封一等男，隶属正白旗汉军，停袭爵位）。
- 子：道光三十年（1850年）庚戌科进士完顏崇實、兵部左侍郎完顏崇厚。
- 女儿：长女妙蓮保，嫁内务府正黄旗蒙古、道光庚戌进士伍堯氏来秀（嗣祖父乾隆庚子进士法式善）。次女佛芸保（字華香），有《清韻軒詩草》，嫁咸丰丙辰进士、礼部尚书宗室延煦[24]。
- 師：禮部尚書貴慶

### 交遊
- 朋友：潘世恩、阮元、許乃普、祁寯藻、鍾世耀、龔自珍、但明倫、阮亨。与高鹗有忘年交。
- 學生：郎葆辰、李肇增、王國佐、趙廷熙、畢光琦。

## 延伸阅读
[在维基数据编辑]
 《清史稿/卷383》，出自趙爾巽《清史稿》